# Liste von Emir-Sultan-Moscheen
Emir-Sultan-Moscheen  (türkisch Emir Sultan Camii) sind nach Emir Sultan (* 1368; † 1430) benannte Moscheen. Die meisten deutschen Emir-Sultan-Moscheen sind nach dem Vorbild der Emir-Sultan-Moschee in Bursa benannt.

## Emir-Sultan-Moscheen in der Türkei
- Emir-Sultan-Moschee in Bursa
- Emir-Sultan-Moschee in Istanbul, 50. Bezirk von Sultangazi[1]

## Emir-Sultan-Moscheen in Australien
- Emir-Sultan-Moschee in Dandenong[2]

## Emir-Sultan-Moscheen in Deutschland
- Emir-Sultan-Moschee Berlin, Hauptstraße, Berlin-Schöneberg[3]
- Emir-Sultan-Moschee Darmstadt, Mainzer Straße, Darmstadt[4]
- Emir-Sultan-Moschee Herzogenrath, Am Boscheler Berg, Herzogenrath-Merkstein[5]
- Emir-Sultan-Moschee Hilden, Otto-Hahn-Straße, Hilden, eröffnet 2001[6]
- Emir-Sultan-Moschee, Koblenz, eröffnet 1965[7]
- Emir-Sultan-Moschee Neustadt, Eichsfelder Straße, Neustadt[8]